# Скотом
Скотом је део видног поља у коме постоји делимична или потпуна „црна мрља”, односно немогућност виђења. У психологији се често говори о „психолошкој слепој мрљи” која настаје као резултат механизама скотимизације, односно процеса да особа не види оно што не жели да види, иако је то осталима потпуно могуће. Функција скотома у психолошком смислу је одбрана Ега да се суочи са непријатним садржајима чиме се избегавају тежи дезинтегришући процеси.